# 韦编三绝
《韋編三絕》是一首古琴曲，又名《讀易》、《秋風讀易》，见于清初的鈔本《琴書千古》。歷代刊傳的琴譜中還沒有此曲。這事根據孔子治《易》的典故表現刻苦讀書的琴曲。另外有王元伯根據讀書聲所作的《孔子讀易》，但與它並不是同一個曲子。

## 外部連結
- YouTube上的〈韋編三絕〉 ，樂瑛演奏，收錄於《中國音樂大全‧古琴卷》（页面存档备份，存于）